# Biologue
BioLogue er en samlende regional sektor/branchespecifik innovationsnetværk inden
for farma-, biotek- og mediko-området, i.e. biosundhedsområdet. Konsortiet er forankret i universitets- og hospitalspartnere med inddragelse af den private sektor. BioLogue's medlemsvirksomheder omfatter blandt andet Novo Nordisk og Ferring Pharmaceuticals. Konsortiet faciliterer og bistår med at udvikle samarbejder inden for uddannelse, forskning og innovation såvel internt mellem fagområder på universiteterne som med andre relevante offentlige og private aktører, nationalt og internationalt. BioLogue blev etableret i 2005 med Københavns Universitet som vært og medfinancieret af Forsknings- og Innovationsstyrelsen.